# نادي بونه
نادي بونه لكرة القدم (بالإنجليزية: Pune Football Club)‏، هو نادي كرة القدم في الهند، ويلعب حالياً في الدوري الهندي لكرة القدم، وتم تأسيسه سنة 2007.

## وصلات خارجية
- Official website